# Kuštanovická skupina
Kuštanovická skupina nebo kuštanovická kultura nebo kuštanovický typ severopotiské halštatské skupiny byla kultura v halštatské době na východním Slovensku, v severovýchodním Maďarsku a v Zakarpatské oblasti na Ukrajině. Někdy v novější literatuře bývá považována za součást vekerzugské kultury.
Pojmenoval ji Jaroslav Böhm podle mohylníku v Kuštanovicích (ukrajinsky Куштановиця – Kuštanovicia), který koncem 19. století objevil Tivadar Lehoczky a později J. Böhm v letech 1919–1931. Mohyly obsahovaly vždy několik urnových hrobů, zpravidla pod úrovní tehdejšího terénu.
Kuštanovická skupina patřila do nomádské kulturní sféry. Spolu se sedmihradskou skupinou / kulturou a vekerzugskou skupinou / kulturou patří mezi tzv. thrácko-skytské skupiny. Z etnického hlediska šlo asi o severothrácké kmeny, dříve se skupina připisovala Skytům. 
Kuštanovická skupina je nomádská, ale zahrnuje i vlivy předchozí lokální kultury – gávské kultury (somotorský typ). 
Nálezy této kultury nejsou dostatečně prozkoumány (Nižná Myšľa, Michalovce, Rada). Sídliště se dosud nenašla, našla se však mohylová pohřebiště (Stanovo, Bilka, Dorobratovo). V mohylách byly hroby jednotlivců a skupinové hroby, vždy žárové. Našla se i keramika, vzácné jsou nádoby vyrobené již na hrnčířském kruhu (Michalovce, Kolodno).
Na Slovensku trvala od počátku halštatské doby asi až zhruba do roku 300 př. Kr. (starší doba laténská).